# Amiota
Amiota este un gen de muște din familia Drosophilidae.

## Specii[1]
- Amiota aculeata
- Amiota acuta
- Amiota ailaoshanensis
- Amiota albidipuncta
- Amiota albilabris
- Amiota alboguttata
- Amiota albomaculata
- Amiota allemandi
- Amiota angulisternita
- Amiota angustifolia
- Amiota apodemata
- Amiota aquilotaurusata
- Amiota arcuata
- Amiota aristata
- Amiota asymmetrica
- Amiota atomia
- Amiota bacillia
- Amiota balaenodentata
- Amiota bandai
- Amiota barretti
- Amiota basdeni
- Amiota biacuta
- Amiota bicolorata
- Amiota bifoliolata
- Amiota bifurcata
- Amiota bispinula
- Amiota brevipartita
- Amiota brunneifemoralis
- Amiota buccata
- Amiota cerata
- Amiota clavata
- Amiota collini
- Amiota communis
- Amiota cuii
- Amiota cultella
- Amiota curvibacula
- Amiota curvispina
- Amiota curvistyla
- Amiota dehiscentia
- Amiota delta
- Amiota deltoidea
- Amiota dentata
- Amiota dilatifemorata
- Amiota dispina
- Amiota elongata
- Amiota eos
- Amiota falcilis
- Amiota femorata
- Amiota filipes
- Amiota fissifoliolata
- Amiota flagellata
- Amiota flavipes
- Amiota flavopruniosa
- Amiota forficula
- Amiota furcata
- Amiota fuscata
- Amiota gaoi
- Amiota gracilenta
- Amiota hernowoi
- Amiota hsui
- Amiota huae
- Amiota humeralis
- Amiota javaensis
- Amiota jizushanensis
- Amiota kamui
- Amiota kimurai
- Amiota kitamurai
- Amiota lacteoguttata
- Amiota lambirensis
- Amiota lanceolata
- Amiota latitabula
- Amiota leucostoma
- Amiota lineiventris
- Amiota lipingae
- Amiota longispinata
- Amiota luguhuensis
- Amiota macai
- Amiota magniflava
- Amiota mariae
- Amiota melanoleuca
- Amiota minor
- Amiota montuosa
- Amiota multispinata
- Amiota nagatai
- Amiota nebojsa
- Amiota nigrescens
- Amiota nozawai
- Amiota nuerhachii
- Amiota okinawana
- Amiota onchopyga
- Amiota orchidea
- Amiota palpifera
- Amiota paraspinata
- Amiota parvipyga
- Amiota parviserrata
- Amiota pengi
- Amiota perpusilla
- Amiota phyllochaeta
- Amiota pianmensis
- Amiota planata
- Amiota pontianakensis
- Amiota promissa
- Amiota quadrifoliolata
- Amiota ratnae
- Amiota rufescens
- Amiota sacculipes
- Amiota setigera
- Amiota setitibia
- Amiota setosa
- Amiota shangrila
- Amiota sigma
- Amiota sinuata
- Amiota spinata
- Amiota spinifemorata
- Amiota steganoptera
- Amiota steyskali
- Amiota stylopyga
- Amiota subfurcata
- Amiota subsinuata
- Amiota subtusradiata
- Amiota taurusata
- Amiota todai
- Amiota trifurcata
- Amiota wangi
- Amiota watabei
- Amiota vulnerabla
- Amiota wuyishanensis
- Amiota xishuangbanna
- Amiota yangonensis
- Amiota yifengi
- Amiota yixiangna